# Silvio De Pretto
Silvio De Pretto (Schio, 1848 – Schio, 1933) è stato un ingegnere e imprenditore italiano.

## Biografia

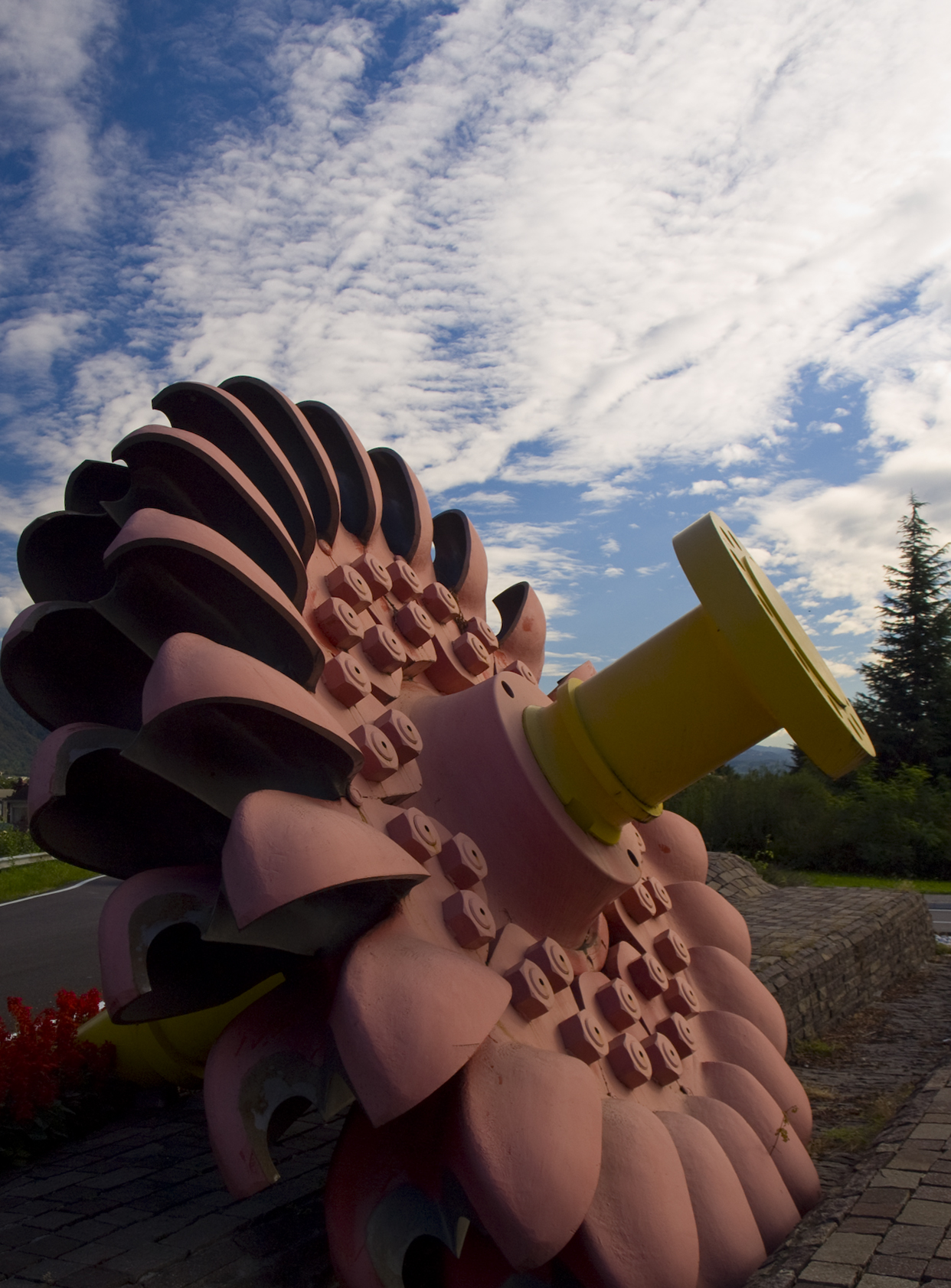
Una turbina Pelton prodotta dalle industrie De Pretto-Escher Wyss impiegata quale monumento alle vittime degli infortuni sul lavoro, posto all'ingresso della zona industriale di Schio

Figlio di Pietro Giuseppe e Angelica Boschetti, Silvio De Pretto è il primo di sette fratelli, tra i quali si distingue anche Olinto.
Si laurea nel 1875 in ingegneria civile e architettura presso l'università di Padova. Dopo la laurea trova impiego alla Lanerossi, negli stabilimenti di Schio e successivamente in quelli di Piovene Rocchette, diventando direttore dell'officina interna del lanificio. Nel 1884, incoraggiato e appoggiato dal Rossi, fonda un'attività di fonderia meccanica, avvalendosi della collaborazione dei fratelli Francesco nel settore tecnico e Olinto in quello amministrativo.
L'attività, ubicata presso un mulino nella periferia di Schio, lungo il corso della Roggia Maestra, diviene una società denominata Ing. Silvio De Pretto & C..
L'attività principale della azienda riguarda la riparazione dei telai dell'industria tessile e può contare sulle numerose committenze fornite dalla Lanerossi. Ben presto De Pretto riesce ad ampliare la tipologia di lavorazioni concentrandosi in particolare sulle turbine idrauliche e sulle macchine per la produzione della carta. Vanno ricordati anche alcuni brevetti sul giunto a frizione e sull'epuratore piano depositati dall'ingegner Silvio De Pretto.
Il progressivo sviluppo dell'azienda viene bloccato solo dalla prima guerra mondiale, che costringe il De Pretto a trasferire gli stabilimenti presso Torino e Bergamo. Concluso il conflitto e riportate le lavorazioni a Schio, De Pretto decide di cercare nuovi investitori per permettere all'azienda di rimanere competitiva nel mercato: l'attività viene fusa con la svizzera Escher Wyss di Zurigo, grande azienda già attiva dal 1805 e specializzata nel settore delle turbine idrauliche, fonderia, macchine utensili. La fusione, formalizzata nel 1920, dà origine alla società De Pretto-Escher Wyss. De Pretto diventa consigliere delegato fino al 1921; in seguito viene nominato presidente onorario della società, carica conservata fino alla morte.
Silvio De Pretto, al di fuori degli impegni aziendali, si distingue come uno dei collaboratori di Antonio Caregaro Negrin quale progettista del nuovo quartiere operaio di Schio, progettando in particolare le scuole del lanificio di Via Rossi. Nel 1876, in collaborazione con il padre Pietro e il fratello Francesco, progetta le infrastrutture della linea ferroviaria Vicenza-Schio. Tra il 1889 e il 1907 diviene consigliere comunale, assessore e, per un breve periodo, sindaco di Schio (dal novembre 1901 all'ottobre 1902). Fonda nel 1888, con l'appoggio del comune, la scuola serale di disegno geometrico applicato alla meccanica, che diventerà a partire dal 1913 scuola d'Arti e Mestieri con l'aggiunta di sezioni per falegnami, muratori, decoratori, meccanici, arte laniera.
A Silvio De Pretto è intitolato l'istituto tecnico industriale di Schio.